# Lauch-Maskenbiene
Die Lauch-Maskenbiene (Hylaeus punctulatissimus) ist eine kleine, überwiegend schwarz gefärbte, kaum behaarte Wildbienenart aus der Familie der Colletidae. Maskenbienen haben keine Sammelbürste.

## Merkmale
Die Lauch-Maskenbiene wird ca. 6 bis 9 mm groß. Sie kann nur schwer von ähnlichen Arten der Gattung unterschieden werden. Die Bienen sind insgesamt großteils schwarz, mit spärlichen gelben Stellen. Sie ist kaum behaart. Bei den Weibchen befinden sich relativ große längliche, gelbliche Gesichtsflecken seitlich von den Augen, die über den Ansatzpunkt der Fühler hinausreichen. Bei den Männchen ist das Gesicht weiß. An den Ansatzstellen der Flügel und am Pronotum befinden sich gelbe Flecken, Tibia der Hinterbeine teilweise gelb. Abdomen schwarz und unbehaart.

## Verbreitung und Lebensraum
Die Art ist in weiten Teilen von Europa und Asien verbreitet. Sie kommt von Portugal über Europa und Kleinasien bis in den Kaukasus, Nordiran und nach Russland vor. Sie ist auch in Dänemark und Mittelpolen nachgewiesen, südwärts bis Sizilien, Kreta und Israel. Außerdem ist die Art aus Marokko gemeldet.
In Deutschland ist die Lauch-Maskenbiene weit verbreitet, fehl aber in Teilen des Norddeutschen Tieflandes. In Österreich ist sie aus den meisten Bundesländern (außer Tirol) gemeldet. Aus der Schweiz gibt es aktuell nur zerstreute Meldungen.

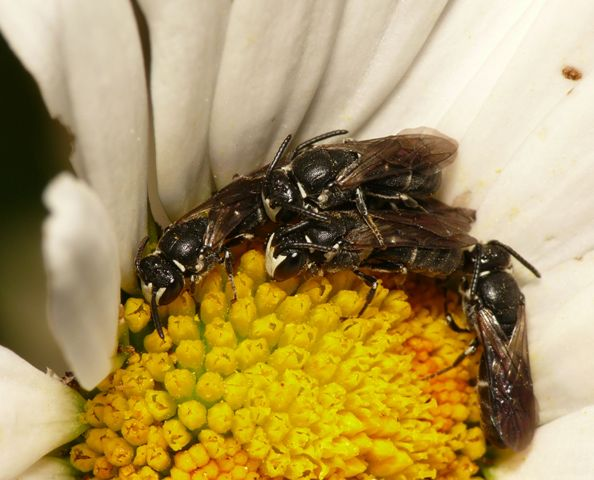
Eine Gruppe von männlichen Lauch-Maskenbienen

Die Lauch-Maskenbiene besiedelt Binnendünen, Felsfluren und Weinberge. Sie kommt auch im Siedlungsbereich vor. Sie nistet in Steilwänden, Lehm-verfugtem Gemäuer, alten Holzpfosten und Käferfraßgängen in Totholz.

## Lebensweise
Die Lauch-Maskenbiene ist in Deutschland von Mitte Juni bis August zu sehen, in der Südschweiz fliegt die Biene bis September. Sie hat in der Regel nur eine Generation (univoltin), möglicherweise ist sie mitunter bivoltin.
Die Weibchen benutzen vorhandene Hohlräume zum Nestbau, zum Beispiel alte Fraßgänge von Käfern im Totholz oder in hohlen Pflanzenstängel. Sie besiedeln auch Nisthilfen (Bohrungen in Holz, 4 mm Durchmesser). Die Biene gilt als oligolektisch, sie ernährt sich vor allem an Lauch- und Zwiebelfeldern in Zier- und Gemüsegärten  (Allium). Es wurde aber auch beobachtet, dass Pollen von Hauswurz (Sempervivum) gesammelt wurde. Die Überwinterung erfolgt als Ruhelarve.